# Kranket Island
Kranket Island (in der deutschen Kolonialzeit Grager- oder Fischelinsel, später auch Gragat Island genannt) ist eine Insel, die zur Madang Province von Papua-Neuguinea gehört. Die Insel liegt etwas nördlich der Provinzhauptstadt Madang und gehört zu den Inseln, die der Küste in dieser Gegend vorgelagert sind. Sek Island ist die größte dieser Inseln.

## Geographie
Die Insel liegt in der Bismarcksee und schirmt den westlich der Insel gelegenen Madang Harbour von dieser ab. Südlich der Insel verläuft die Dallman Passage, eine Durchfahrt, die die Insel vom Festland Papuas trennt. An der längsten Stelle ist sie etwa zwei Kilometer lang und etwa einen Kilometer breit und überwiegend von Flachland und andesitischen Erhebungen sowie von Korallenkalken geprägt. Die Insel weist eine Küstenlinie mit mehreren kleinen Buchten und einer Lagune in ihrem Innern auf.

## Geschichte
Madang Harbour (zu dieser Zeit noch Friedrich-Wilhelmshafen genannt) und damit auch Kranket Island waren bereits zur deutschen Kolonialzeit bekannt und die entstehende Siedlung (heute: Madang) lag zu dieser Zeit in einem der von Plantagenwirtschaft geprägten Hauptsiedlungsgebiete der Kolonie. Weiter nördlich lag Alexishafen.
Während des Ersten Weltkriegs wurde das Gebiet 1914 von Australien übernommen und war Teil des australischen Verwaltungsmandats für den gesamten Bismarck-Archipel durch den Völkerbund und nach dessen Auflösung durch die Vereinten Nationen. In den 1920er Jahren war die Insel unbewohnt.
Im Zweiten Weltkrieg wurde die Insel ab Anfang Januar 1943 von der japanischen Armee besetzt. Ende April 1944 besetzte die australische Armee das Gebiet einschließlich Kranket Island. Ebenfalls 1944 richtete der American Graves Registration Service (AGRS) ein Hauptquartier auf Kranket Island ein. Gefallene US-Soldaten wurden dorthin transportiert und vor Ort identifiziert, bevor sie zur Beerdigung zu den einzelnen Soldatenfriedhöfen verbracht wurden.
Am 22. März 1945 verlegte die Royal Australian Air Force die Radarstation 332 von Sio nach Kranket Island und betrieb diese dort bis zum Ende des Pazifikkrieges.
1949 fiel das Gebiet wieder an das australische Verwaltungsmandat, bis Papua-Neuguinea 1975 unabhängig wurde.